# Meoneura nevadensis
Meoneura nevadensis is een vliegensoort uit de familie van de Carnidae. De wetenschappelijke naam van de soort is voor het eerst geldig gepubliceerd in 1969 door Lyneborg.